# Djouzia
Ne doit pas être confondu avec Jawzia.
La djouzia est une pâtisserie traditionnelle algérienne,.

## Origine et étymologie
Cette pâtisserie est originaire de la ville de Constantine. Quant à son nom, il provient de l'arabe algérien signifiant « noix ».

## Description
La djouzia est préparée à base de noix comme son nom l'indique et elle est parfumée à la vanille. Elle est ensuite plongée dans un sirop à base d'eau de fleur d'oranger et de miel. 